# خارنوک‌ها
خارنوک‌ها یک سرده مگس‌مرغ از خانواده مگس‌مرغان است. این سرده دو گونه دارد:
- خارنوک پشت‌سیاه (Ramphomicron dorsale)
- خارنوک پشت‌ارغوانی (Ramphomicron microrhynchum)